# SourceForge.net
SourceForge.net is een website voor opensourcesoftware. De site is eigendom van Slashdot Media, dat op zijn beurt onderdeel is van Dice Holding. De site was daarvoor eigendom van Geeknet.
SourceForge.net is 's werelds grootste verzamelplaats voor opensourcesoftware. De ontwikkeling van de software, de homepage en het downloaden van de software wordt beheerd door de site.
Van de software is de broncode openbaar. Van sommige software die nog in ontwikkeling is, wordt alleen de broncode openbaar gemaakt, zodat zelf een uitvoerbaar programma gecompileerd kan worden. De software is niet beperkt tot een bepaald besturingssysteem.
Sinds 2013 wordt SourceForge beschuldigd van het onethisch monetariseren van projecten die SourceForge.net gebruiken als downloadmirror.